# LR-134
La carretera LR-134 es una carretera de la Red Regional Básica de la Red de Carreteras de La Rioja, que discurre entre Arnedo y el límite provincial con Navarra, pasando por Calahorra.

## Enlaces
| Tipo de enlace | Destino                                 | Carretera que enlaza                  |
| -------------- | --------------------------------------- | ------------------------------------- |
|                | Arnedo - El Villar de Arnedo - Logroño  | LR-123                                |
|                | Quel                                    | LR-281                                |
|                | Autol                                   | LR-282                                |
|                | Campo municipal de deportes             |                                       |
|                | Logroño - Zaragoza                      | AP-68                                 |
|                | Calahorra                               |                                       |
|                | Logroño - Zaragoza                      | N-232                                 |
|                | Hospital - Centro comercial - Calahorra |                                       |
|                | Calahorra - Murillo de Calahorra        | LR-482                                |
|                | Calahorra                               |                                       |
|                | Zona industrial                         |                                       |
| L. P. Navarra  | Continúa hacia San Adrián por NA-6531   | Continúa hacia San Adrián por NA-6531 |

## Autovía de la LR-134
Mucho se ha hablado acerca del desdoblamiento de la carretera LR-134 entre Arnedo y Calahorra. De esa manera, Arnedo, además de otras localidades turísticas como Arnedillo, Enciso o Grávalos dispondrían de una conexión directa, rápida y segura con las vías de gran capacidad; una nueva perspectiva de movilidad para los ciudadanos y un factor de desarrollo para los sectores industrial, turístico y de servicios.
En 2004, el Parlamento de La Rioja aprobó la realización de un estudio para convertir la LR-134 en autovía. El proyecto principal elegido contemplaba el desdoblabiento de los 12,5 km que separan las dos localidades, además de cinco grandes glorietas, plataformas de 11 m y medianas de hasta 10 m de longitud, con un presupuesto de unos 40 millones de euros.
Con el tiempo, la idea se ha ido desechando y el proceso se encuentra totalmente paralizado a día de hoy.